# Poesia multilíngue

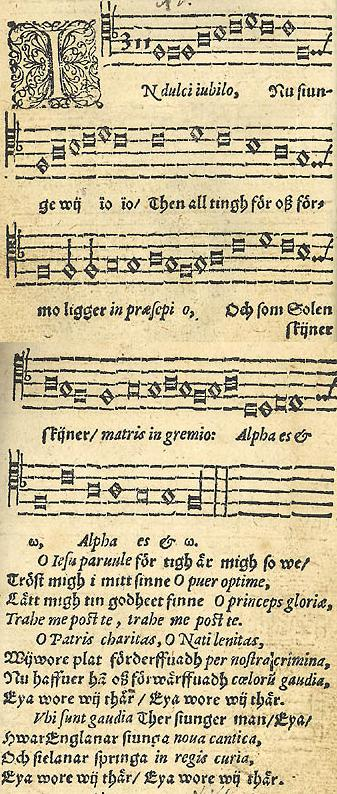
In Dulci Jubilo, uma cantiga que contém letras em sueco e latim

A poesia multilíngue é uma forma poética particular na qual diferentes idiomas são usados em uma única composição. Às vezes, é referido como "poesia macarônica", especialmente no mundo anglo-saxão, embora este termo originalmente se referisse apenas a obras que misturavam latim com uma língua vernácula.
1. ↑  The Macaronic Hymn Tradition in Medieval English Literature by William O. Wehrle